# Randia altiscandens
Randia altiscandens är en måreväxtart som först beskrevs av Adolpho Ducke, och fick sitt nu gällande namn av Charlotte M. Taylor. Randia altiscandens ingår i släktet Randia och familjen måreväxter. Inga underarter finns listade i Catalogue of Life.